# (21531) Billcollin
(21531) Billcollin est un astéroïde de la ceinture principale.

## Description
(21531) Billcollin est un astéroïde de la ceinture principale. Il fut découvert le 20 juillet 1998 à Caussols par le programme ODAS. Il présente une orbite caractérisée par un demi-grand axe de 2,76 UA, une excentricité de 0,07 et une inclinaison de 6,1° par rapport à l'écliptique.

## Compléments